# 赵宝刚
赵宝刚（1955年7月7日—），北京人，中国大陆导演、演员，现任职于北京鑫宝源影视投资公司。其知名作品有：《永不瞑目》、《梅艷芳菲》、《别了，温哥华》、《北京青年》、《我的青春谁做主》、《奋斗》、《编辑部的故事》、《渴望》、《一场风花雪月的事》、《录象带》等。

## 生平
赵宝刚出生于北京市。1972年进入北京钢厂当工人。后考入北京电影学院表演班。又进入北京广播学院学习。拍摄毕业作品时，赵宝刚和冯小刚等人合作制作了电视剧《编辑部的故事》。此片获得成功后，赵宝刚成为北京电视艺术中心的一名专职导演。2018年1月，当选第十三届全国政协委员。

## 家庭
1986年1月与女演员丁芯结婚。赵宝刚成名后，丁芯创办了北京鑫宝源咨询服务有限公司。2002年12月19日，儿子赵马丁在加拿大出生。

## 影视作品

### 电视剧

#### 執導作品
| 首播年份 | 片名                       | 备注         |
| -------- | -------------------------- | ------------ |
| 1991年   | 《编辑部的故事》           |              |
| 1992年   | 《皇城根儿》               |              |
| 1994年   | 《过把瘾》                 |              |
| 1995年   | 《东边日出西边雨》         |              |
| 1997年   | 《一场风花雪月的事》       |              |
| 1998年   | 《无雪的冬天》             |              |
| 1999年   | 《永不瞑目》               |              |
| 2001年   | 《像雾像雨又像风》         |              |
| 2003年   | 《拿什么拯救你，我的爱人》 | 兼任“制片人” |
| 2003年   | 《别了，温哥华》           |              |
| 2005年   | 《录象带》                 |              |
| 2006年   | 《给我一支烟》             |              |
| 2007年   | 《奋斗》                   | 兼任“制片人” |
| 2007年   | 《梅艷芳菲》               |              |
| 2008年   | 《夜幕下的哈尔滨》         |              |
| 2009年   | 《我的青春谁做主》         | 兼任“总策划” |
| 2010年   | 《婚姻保卫战》             | 兼任“总策划” |
| 2011年   | 《男人帮》                 |              |
| 2012年   | 《北京青年》               |              |
| 2013年   | 《老有所依》               |              |
| 2014年   | 《青年医生》               |              |
| 2017年   | 《深海利剑》               |              |
| 2019年   | 《青春斗》                 |              |
| 2023年   | 《特工任务》               |              |

#### 演員
- 1985年《四世同堂》饰：祁瑞丰
- 1986年《聊斋故事--葛巾》饰：常大用
- 2003年《蓝罂粟》客串(兼任“总策划”)
- 2009年《苏菲的供词》饰：李瑞生(兼任“制片人”)
- 2009年《四世同堂》饰：冠晓荷
- 2011年《家，N次方》饰：薛茂祥

#### 其他
- 1990年《渴望》职务：导播
- 1996年《血色婚恋》(又名：爱的湾道)职务：总策划
- 1999年《男人离婚》职务：总监制
- 2002年《浮华背后》职务：总监制
- 2004年《沧海百年》职务：制片人
- 2008年《落地，请开手机》职务：制片人

### 电影

#### 執導影片
- 2014年，《觸不可及》[4]

#### 演員
| 首映年份 | 片名               | 角色         | 备注            |
| -------- | ------------------ | ------------ | --------------- |
| 2004年   | 《我为谁狂》       | 陆麒麟       | (原名《井盖儿》 |
| 2010年   | 《杜拉拉升职记》   | 民營企業老闆 |                 |
| 2010年   | 《非诚勿扰2》      | 趙學海       |                 |
| 2011年   | 《亲密敌人》       | 陈建东       |                 |
| 2013年   | 《愛情不NG》       | 赵大腕       |                 |
| 2016年   | 《罗曼蒂克消亡史》 | 周先生       |                 |

## 奖项
- 2012年华鼎奖 凭《北京青年》获中国百强电视剧最佳导演